# Zlatno doba holandskog slikarstva
Zlatno doba holandskog slikarstva se odvilo tokom holandskog zlatnog doba, perioda u holandskoj istoriji u 17. veku, tokom i nakon kasnijeg dela Osamdesetogodišnjeg rata (1568–1648) za nezavisnost Holandije.
Nova Holandska republika bila je najnaprednija nacija u Evropi i predvodila je evropsku trgovinu, nauku i umetnost. Severne holandske provincije koje su sačinjavale novu državu su tradicionalno bile manje važna umetnička središta od gradova u Flandriji na jugu. Prevrati i veliki transferi stanovništva usled rata, kao i oštar prekid sa starim monarhističkim i katoličkim kulturnim tradicijama, značili su da je holandska umetnost morala da ponovo otkrije sebe. Zastupljenost slike sa religioznim subjektima je naglo opala, ali je raslo veliko novo tržište za sve vrste sekularnih subjekata.
Iako je holandsko slikarstvo Zlatnog doba uključeno u opšti evropski period baroknog slikarstva, i često pokazuje mnoge njegove karakteristike, najviše mu nedostaju idealizacije i ljubavi prema sjaju tipičnog baroknog rada, uključujući i radove susedne Flandrije. Većina radova, uključujući i onaj po kome je period najpoznatiji, odražava tradiciju detaljnog realizma nasleđenog iz ranog holandskog slikarstva.
Osobena karakteristika ovog perioda je proliferacija različitih žanrova slika, sa većinom umetnika koji proizvode veći deo svog rada unutar jednog od njih. Potpuna razvijenost ove specijalizacije vidljiva je od kasnih 1620-ih, a period od tada pa do Francuske invazije iz 1672. godine predstavlja srž slikarstva zlatnog doba. Umetnici bi provodili većinske delove svojih karijera u slikanju samo portreta, žanrovskih scena, pejzaža, morskih pejzaža i brodova, ili mrtvih priroda, a često i određene podvrste u okviru ovih kategorija. Mnogi od ovih tipova tema bili su novi u zapadnom slikarstvu, a načini na koji su ih holandski slikari u tom periodu predstavljali bili odlučujući za njihov budući razvoj.

## Tipovi slika
Posebnost ovog perioda, u poređenju sa ranijim evropskim slikarstvom, bio je ograničen broj religijskih slika. Holandski kalvinizam zabranio je verske slike u crkvama, i iako su biblijski predmeti bili prihvatljivi u privatnim kućama, relativno malo ih je proizvedeno. Ostale tradicionalne klase istorijskog i portretnog slikarstva bile su prisutne, ali je овaj period mnogo izraženiji по velikом brojу drugih žanrova, podeljenih u brojne specijalizovane kategorije, kao što su prizori seljačkog života, pejzaži, prikazi gradova, pejzaži sa životinjama, pomorske slike, cvetne slike i mrtve prirode raznih vrsta. Na razvoj mnogih od ovih tipova slikarstva odlučno su uticali holandski umetnici iz 17. veka.
Široko rasprostranjena teorija „hijerarhije žanrova” u slikarstvu, prema kojoj su neki tipovi smatrani prestižnijim od drugih, naveli su mnoge slikare da prave istorijske slike. Međutim, njih je bilo najteže prodati, kao što je to čak i Rembrandt iskusio. Mnogi su bili primorani da proizvode portrete ili žanrovske scene, koje su se mnogo lakše prodavale. U opadajućem redosledu statusa, kategorije u hijerarhiji su bile:
- slikanje istorije, uključujući alegorije i popularne religiozne teme.
- portretno slikarstvo, uključujući tronie
- žanrovsko slikarstvo ili scene svakodnevnog života
- pejzažno slikarstvo, uključujući morske pejzaže, bitke, gradske pejzaže i ruševine (pejzaži su bili „običan pešak u armiji umetnosti” prema Samjuelu van Hogstratenu.[7])
- mrtva priroda

## Svet umetnosti
Stranci su primetili ogromne količine proizvedene umetnosti i velike sajmove na kojima se prodavalo mnogo slika – grubo se procenjuje da je samo za 20 godina posle 1640. godine naslikano preko 1,3 miliona holandskih slika. Obim produkcije značio je da su cene bile prilično niske, osim za najpoznatije umetnike; kao i u većini narednih perioda, postojao je strm nagib cena za pomodne umetnike. Oni bez jake savremeničke reputacije ili koji su izašli iz mode, uključujući mnoge koji se danas smatraju najvećima u tom periodu, kao što su Vermer, Frans Hals i Rembrant u njegovim poslednjim godinama, imali su značajnih problema da zarade za život i umrli su siromašni; mnogi umetnici su imali druge poslove, ili su u potpunosti napustili umetnost. Posebno je francuska invazija 1672. (Rampjar, ili „godina katastrofe“), donela je ozbiljnu depresiju na tržištu umetnosti, koje se nikada nije vratilo na ranije visine..
Distribucija slika bila je veoma široka: „da, mnogi paori, kovači, postolari i drugi, imaće neku sliku u svojoj kovačnici i u svoj štali. Takav je opšti pojam, sklonost i oduševljenje koje ovi starosedioci imaju prema slikama” izvestio je jedan engleski putnik 1640. godine. Po prvi put je bilo mnogo profesionalnih trgovaca umetničkim delima, nekoliko takođe značajnih umetnika, kao što su Vermer i njegov otac, Jan van Gojen i Vilem Kalf. Rembrantov diler Hendrik van Ujlenburg i njegov sin Gerit bili su među najvažnijim. Pejzaži su bili najlakša nenaručena dela za prodaju, a njihovi slikari su bili „obični lakeji u vojsci umetnosti“ prema Samjuelu van Hogstratenu.

## Literatura
- "Ekkart": Rudi Ekkart and Quentin Buvelot (eds), Ekkart, Rudolf E. O.; Buvelot, Quentin (2007). Dutch Portraits, The Age of Rembrandt and Frans Hals. Royal Picture Gallery Mauritshuis. ISBN 978-1-85709-362-9.. Mauritshuis/National Gallery/Waanders Publishers, Zwolle.
- Franits, Wayne (2004). Dutch Seventeenth-Century Genre Painting. Yale University Press. ISBN 978-0-300-10237-6.
- Fuchs, RH (1978). Dutch painting. Thames and Hudson. ISBN 978-0-500-20167-1.. London.
- Ingamells, John (1992). The Wallace Collection, Catalogue of Pictures, Vol IV, Dutch and Flemish. Wallace Collection. ISBN 978-0-900785-37-5.
- Lloyd, Christopher (2004). Enchanting the Eye, Dutch Paintings of the Golden Age. Royal Collection Publications. ISBN 978-1-902163-90-1.
- MacLaren, Neil (1991). The Dutch School, 1600–1800, Volume I. National Gallery Catalogues. ISBN 978-0-947645-99-1.. National Gallery, London.
- Prak, Maarten (2003). „Guilds and the Development of the Art Market during the Dutch Golden Age.”. Simiolus: Netherlands Quarterly for the History of Art. 30 (3/4): 236—251. JSTOR 3780918. doi:10.2307/3780918.. Expanded version is Prak (2008)
- Prak, Maarten (31. 3. 2008). „Guilds, innovation, and the European economy, 1400–1800”.  Ур.: Epstein, S. R.; Prak, Maarten. Painters, Guilds and the Art Market during the Dutch Golden Age. Cambridge University Press. ISBN 978-0-521-88717-5.
- Reitlinger, Gerald; The Economics of Taste, Vol I: The Rise and Fall of Picture Prices 1760–1960, Barrie and Rockliffe, London, 1961
- Schama, Simon, The Embarrassment of Riches: An Interpretation of Dutch Culture in the Golden Age, 1987
- Shawe-Taylor, Desmond and Scott, Jennifer (2008). Bruegel to Rubens, Masters of Flemish Painting. Royal Collection Publications. ISBN 978-1-905686-00-1.. Royal Collection Publications, London.
- Slive, Seymour (1995). Dutch Painting, 1600–1800. Yale University Press. ISBN 978-0-300-07451-2.
- Alpers, Svetlana (1984). The Art of Describing: Dutch Art in the Seventeenth Century. Chicago: University of Chicago Press. ISBN 978-0-226-01513-2.
- Gombrich, Ernst Hans, ур. (јануар 1987). Reflections on the History of Art: Views and Reviews. Chicago: University of California Press. стр. 115. ISBN 978-0-520-06189-7.)
- Franits, Wayne E., Dutch Seventeenth-Century Genre Painting : Its Stylistic and Thematic Evolution, 2018, Yale University Press
- Grijzenhout, F and Veen, Henk, (1999), The golden age of Dutch painting in historical perspective, Cambridge University Press
- Hochstrasser, Julie, (2007), Still Life and Trade in the Dutch Golden Age, Yale University Press
- Liedtke, Walter A. (2001). Vermeer and the Delft School. Metropolitan Museum of Art. ISBN 978-0-87099-973-4.
- Riegl, Alois (1999). The Group Portraiture of Holland. Getty Publications. ISBN 9780892365487.. reprint 2000, Getty Publications, first published in German in 1902, Riegl, Alois (16. 3. 2000). The Group Portraiture of Holland. Getty Publications. стр. 3. ISBN 978-0-89236-548-7.
- Dutch and Flemish paintings from the Hermitage. New York: The Metropolitan Museum of Art. 1988. ISBN 978-0-87099-509-5., fully available online
- Courtney, Jennifer; Sanford, Courtney (2018). Marvelous To Behold. Classical Conversations. ISBN 978-0-9995748-4-3.
- Koningsberger, Hans (1977). The World of Vermeer. New York: Time-Life Books. OCLC 755281576.
- Barker, Emma;  . (1999). The Changing Status of the Artist. New Haven: Yale University Press. стр. 199. ISBN 0-300-07740-8.
- Bonafoux, Pascal, and Johannes Vermeer van Delft. Vermeer. New York: Konecky & Konecky, 1992. Bonafoux, Pascal (2000). Vermeer. Konecky & Konecky. ISBN 978-1-568-52308-8. OCLC 249850444.
- Cant, Serena (2009). Vermeer and His World, 1632-1675. Penguin. ISBN 978-1-849-16005-6. OCLC 699202293. Пронађени су сувишни параметри: |author= и |last1= (помоћ).
- Franits, Wayne E. (27. 8. 2001). The Cambridge Companion to Vermeer. Cambridge University Press. ISBN 978-0-521-65330-5. OCLC 45284708. Пронађени су сувишни параметри: |author= и |last1= (помоћ).
- Franits, Wayne E. (јануар 2004). Dutch Seventeenth-century Genre Painting: Its Stylistic and Thematic Evolution. Yale University Press. ISBN 978-0-300-10237-6. OCLC 473754188. Пронађени су сувишни параметри: |author= и |last1= (помоћ).
- Studies in the History of Art. National Gallery of Art. 1972. ISBN 978-0-300-07521-2. OCLC 631981597. Проверите вредност парамет(а)ра за датум: |year= / |date= mismatch (помоћ). Vol. 55.
- Gowing, Lawrence (1997). Vermeer. University of California Press. ISBN 978-0-520-21276-3. OCLC 36857459. Пронађени су сувишни параметри: |author= и |last1= (помоћ).
- Henderson, Jasper; Schiferli, Victor (2011). Vermeer: The Life and Work of a Master. Rijksmuseum. ISBN 978-9-086-89068-2. OCLC 763023437. Пронађени су сувишни параметри: |author= и |last1= (помоћ). . - Translated from the Dutch from Lynne Richards.
- Koning, Hans (1979). The World of Vermeer, 1632-1675. Time-Life Books. ISBN 978-0-900-65858-7. OCLC 13302281. Пронађени су сувишни параметри: |author= и |last1= (помоћ) Time-Life Library of Art series. Amsterdam: Time-Life Books, 1985.
- Metropolitan Museum of Art (New York, N.Y.), and Liedtke, Walter A. The Milkmaid by Johannes Vermeer / Walter Liedtke. New York: The Metropolitan Museum of Art, 2009 OCLC 839735356
  - The Milkmaid by Johannes Vermeer at the Metropolitan Museum of Art - 2009 exhibition catalogue
- Liedtke, Walter A.; Plomp, Michiel; Rüger, Axel (2001). Vermeer and the Delft School. Metropolitan Museum of Art. ISBN 978-0-870-99973-4. OCLC 819761194. Пронађени су сувишни параметри: |author= и |last1= (помоћ). 
  - Vermeer and the Delft School at the Metropolitan Museum of Art - 2001 exhibition catalog
- Pollock, Griselda. Differencing the Canon Feminist Desire and the Writing of Art's Histories. London: Routledge, 1999. Pollock, Griselda (15. 4. 2013). Differencing the Canon: Feminism and the Writing of Art's Histories. Routledge. ISBN 978-1-135-08440-0. OCLC 842262336.
- Rand, Harry (1998). „Wat maakte de 'Keukenmeid' van Vermeer?”. Bulletin van het Rijksmuseum. 46 (2–3): 275—278. ISSN 0165-9510. OCLC 772557024.
- Vermeer, Johannes, and Taco Dibbits (2007), Milkmaid by Vermeer and Dutch Genre Painting Masterworks from the Rijksmuseum Amsterdam: Exhibition, The National Art Center, 26 September-17 December 2007., Tokyo: Tokyo Shimbun. OCLC 690709724 - 2007 exhibition catalog
- ), Arthur K. Wheelock (Jr (1995). Vermeer & the Art of Painting. Yale University Press. ISBN 978-0-300-06239-7. OCLC 31409512. Пронађени су сувишни параметри: |author= и |last1= (помоћ).
- Wheelock, Arthur K., and Johannes Vermeer. Vermeer: The Complete Works. New York: H.N. Abrams, 1997. Arthur K Wheelock JR; Vermeer, Johannes (септембар 1997). Vermeer: The Complete Works. Harry N. Abrams. ISBN 978-0-810-92751-3. OCLC 36178954.

## Spoljašnje veze
- Vermeer and The Delft School, an exhibition catalog from The Metropolitan Museum of Art (fully available online as PDF), which contains material on Paulus Potter
- Dutch and Flemish paintings from the Hermitage, an exhibition catalog from The Metropolitan Museum of Art